# 第18機関銃・砲兵師団 (ロシア陸軍)
第18機関銃・砲兵師団（露:18-я пулемётно-артиллерийская дивизия；略称18 пулад）は、ロシア陸軍の師団の1つである。2025年時点でロシアが実効支配している北方領土に駐屯する部隊であり、旅団を戦略単位とする軍事改革後も師団の編制を維持している。一時期はロシア陸軍で唯一の師団であった。しかし、現在、東ウクライナに移動している。

## 歴史
- 1978年4月：ハバロフスク地方のクニャージ・ヴォルコンスコエにおいて、第129教育自動車化狙撃師団に基づき師団編成。同月、択捉島のゴリャチエ・クリュチに進駐開始。
- 1978年夏：択捉島と国後島に兵員および機材が展開。
- 2022年：師団を東ウクライナに移動させる[1]。

## 編制
- 第46機関銃・砲兵連隊：国後島
- 第49機関銃・砲兵連隊：択捉島
- 第110独立戦車大隊：択捉島
- 第584独立修理回収大隊：択捉島
- 第228独立高射大隊：国後島
- 第911独立物資装備補給中隊：択捉島[2]

## 装備
- T-80BV x94?
- BMP-2
- MT-LB
- 82mm迫撃砲2B14  x18
- 152mmカノン砲2A36「ギアツィント-B」 x36
- 122mm榴弾砲D-30 x18
- BM-21「グラード」 x18
- BM-30「スメルチ」
- 9A310M1「ブーク-M1」 x12
- S-300V4
- 戦闘車9A34（35）「ストレラ-10」 x12
- ZSU-23-4「シルカ」 x12
- ZU-23-2 x8[3]